# Letniki (rejon głębocki)
Letniki (biał. Летнікі; ros. Летники) – wieś na Białorusi, w obwodzie witebskim, w rejonie głębockim, w sielsowiecie Zalesie.

## Historia
W czasach zaborów zaścianek rządowy w gminie Zaleś w powiecie dzisieńskim, w guberni wileńskiej Imperium Rosyjskiego. W 1866 zaścianek zamieszkiwało 21 osób, wszystkie były wyznania prawosławnego.
W latach 1921–1945 wieś leżała w Polsce, w województwie wileńskim, w powiecie dziśnieńskim, w gminie Zalesie.
Według Powszechnego Spisu Ludności z 1921 roku zamieszkiwało tu 46 osób, wszystkie były wyznania prawosławnego i zadeklarowały białoruską przynależność narodową. Było tu 8 budynków mieszkalnych. W 1931 w 8 domach zamieszkiwały 43 osoby.
Wierni należeli parafii prawosławnej w Szkuncikach. Miejscowość podlegała pod Sąd Grodzki w Łużkach i Okręgowy w Wilnie; właściwy urząd pocztowy mieścił się w Zalesiu.
W wyniku napaści ZSRR na Polskę we wrześniu 1939 miejscowość znalazła się pod okupacją sowiecką. 2 listopada została włączona do Białoruskiej SRR. Od czerwca 1941 roku pod okupacją niemiecką. W 1944 miejscowość została ponownie zajęta przez wojska sowieckie i włączona do Białoruskiej SRR.
Od 1991 w składzie niepodległej Białorusi.